# Konstantinos Karamanlis

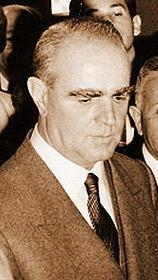
Konstantinos Karamanlis (1962)

Konstantinos Karamanlis (Κωνσταντίνος Καραμανλής), född 8 mars 1907 i nuvarande Proti, Grekiska Makedonien, död 23 april 1998 i Aten, var en av Greklands mest framträdande politiker under 1900-talet, och var under flera perioder premiärminister och president. Han var medlem av nuvarande Ny demokrati, ett konservativt parti. Hans brorson Kostas Karamanlis blev Greklands premiärminister 2004.

## Biografi
Karamanlis föddes i Osmanska riket, och blev grekisk medborgare 1913, efter andra Balkankriget. Han studerade i Aten, där han tog examen som jurist, och gick därefter med i konservativa Folkpartiet. När han var 28 invaldes han i parlamentet. Under andra världskriget var han frikallad på grund av hälsoskäl. 1947 utsågs han till arbetslivsminister under Konstantinos Tsaldaris, och under Alexander Papagos till minister för allmänna ärenden, varunder han skaffade sig goda kontakter med USA:s ambassad. 
Vid Papagos hastiga död 1955 övertalade den amerikanska ambassadören kung Paul I av Grekland att utnämna Karamanlis till efterträdare, vilket skedde, trots att andra var mer meriterade. I samband med Karamanlis tillträde som premiärminister, omorganiserade han partiet, och hans första insats som regeringschef var att införa den kvinnliga rösträtt som dittills endast var nominell. Han blev mycket populär och valdes tre gånger (1956, 1958 och 1961). Som regeringschef lade han fram en nationell ekonomisk plan. Cypernfrågan och relationerna med Turkiet och Storbritannien var några av de värre käpphästarna han ställdes inför. Han ingick Zürichavtalet den 19 februari 1959 om Cyperns självständighet, som skrevs under av Makarios III, Fazil Kütchück, Adnan Menderes, Harold Macmillan och honom själv. 1961 drev han igenom grekiskt samarbete med EEC, vilket innebar ett minskat ekonomiskt beroende av USA och NATO.
I valet 1961 vann Karamanlis med drygt 50%, men anklagades av Georgios Papandreou och Vänstern för röstfiske och valfusk. Papandreou accepterade inte de förklaringar som Karmanlis erbjöd, och krävde nya val. Karamanlis hamnade även i kollision med kung Paul, och efter mordet den 22 maj 1963 på vänsterpolitikern Gregoris Lambrakis av högerextremister, oppositionspartierna anklagade Karamalis för moralisk skuld till det inträffade. I juli gick då Karamanlis i exil i Paris. I det efterföljande valet, förlorade hans parti, lett av Panagiotis Kanellopoulos, till Centerpartiets Papandreou, och skulle inte återvända på elva år. 
Karamanlis förhållande till militärkuppen har varit omdiskuterad. Enligt den amerikanska journalisten Cyrus L. Sulzberger flydde Karamanlis till USA för att lobba för ett amerikanskt stöd för en statskupp. Dessa påståenden saknar dock annat stöd än ordet hos dem som framlagt uppgiften.
Den 21 april 1967 ägde militärkuppen rum, ledd av Georgios Papadopoulos som blev landets ledare. Kungen förklarade juntan legitim, men utförde en motkupp i december, och var därefter tvungen att lämna landet. 2001 erkände Stasi, det forna Östtysklands hemliga polis, att de arrangerat falsk bevisföring för att ge Karamanlis skulden till militärkuppen, för att förstöra hans rykte i en förtalskampanj.
Under Cypernkrisen 1974, tillkallades några före detta politiker för att inrätta en interimsregering och återinföra demokratin i landet. Trots motstånd lyckades Evangelos Averoff övertala de andra demokratiska politikerna, att tillsätta Karamanils som premiärminister. Karamanlis hade varit en uttalad kritiker till militärregimen under hela tiden han befunnit sig i exil, och när han under dessa förutsättningar återvände till Grekland hälsades han som en folkhjälte av folket. Under denna interimsperiod, kallad metapolitefsi, legaliserade han kommunistpartiet som hade förbjudits av center-höger koalitionen under inbördeskriget 1945–1949, och frisläppte alla politiska fångar, mest kommunister. Det första allmänna valet kunde hållas i november samma år. Till valet grundade han Ny demokrati, ett konservativt parti, och han valdes som dess ordförande till premiärminister. Under hans första period, genomfördes det officiella avskaffandet av monarkin, Hellenska republiken utropades, och 1975 trädde den nya grundlagen i kraft. 1975 sändes rättegångarna mot diktatorerna på TV. 
Karamanlis var premiärminister till 1980. I samband med att Grekland undertecknade medlemskap i Europeiska ekonomiska gemenskapen, valdes Karamanlis 1980 till president. 1985 gick han i pension och efterträddes av Christos Sartzetakis. 1990 återvaldes han dock till president och kvarstod i ämbetet till 1995 då han efterträddes av Kostis Stephanopoulos.
När Karamanlis slutligen drog sig tillbaka 1995, 88 år gammal, hade han vunnit fem parlamentsval, varit premiärminister i 14 år, president i 10 och aktiv politiker i mer än 60 år. På grund av sin politiska gärning erhöll han Karlspreis 1978. 
Han avled efter en kort tids sjukdom 1998.